# Tom Pryce
Thomas „Tom“ Maldwyn „Mald“ Pryce (* 11. Juni 1949 in Ruthin, Wales; † 5. März 1977 in Midrand, Südafrika) war ein britischer Automobilrennfahrer. Er gilt als erfolgreichster Waliser im internationalen Motorsport.
Pryce begann seine Karriere 1969 mit verschiedenen Veranstaltungen für Fahrzeuge der Formel Ford, an denen er bis 1970 teilnahm. Zwischen 1971 und 1973 startete er erfolgreich in einigen Nachwuchsserien in den Reglements Formel Atlantic, Formel 3 und Formel Super V. 1973 und 1974 fuhr er in der Formel-2-Europameisterschaft. 1974 debütierte er mit Token in der Formel 1 und fuhr bis 1977 insgesamt 42 Grands Prix sowie sechs weitere Rennen ohne Weltmeisterschaftsstatus, von denen er eines gewann. Im Gegensatz zu vielen seiner Fahrerkollegen beteiligte sich Pryce kaum an anderen Meisterschaften – er startete nur zweimal erfolglos bei Veranstaltungen der Sportwagen-Weltmeisterschaft auf dem Nürburgring und nahm einmalig an einer Rallye teil.
Im März 1977 verunglückte Pryce beim Großen Preis von Südafrika auf dem Kyalami Grand Prix Circuit tödlich.

## Familie und Privatleben

### Herkunft und Jugend

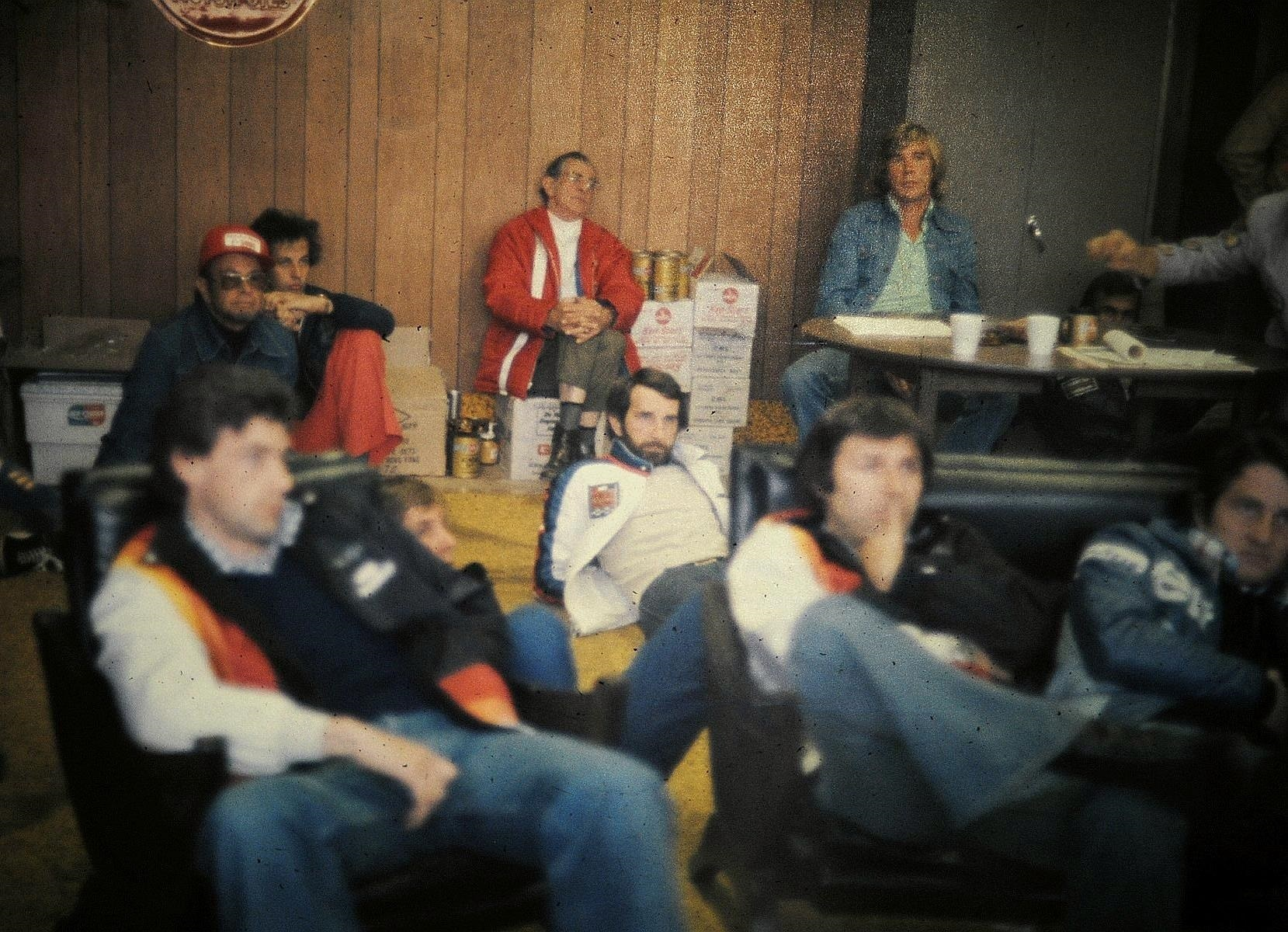
Pryce und sein Teamkollege Jarier (Links bzw. in der Mitte im Vordergrund), 1975

Tom Pryce wurde 1949 als Sohn des Polizeibeamten Jack Pryce und dessen Frau Gwyneth (geborene Hughes), die als Bezirkspflegekraft arbeitete, in Ruthin geboren und wuchs im Dorf Nantglyn nahe Denbigh sowie später in Towyn nahe Rhyl an der walisischen Nordostküste auf. Sein älterer Bruder David starb im Kleinkindalter, weshalb Tom Pryce als Einzelkind aufwuchs. Ursprünglich wollte er Flugzeugpilot werden, doch sah er sich selbst als „nicht intelligent genug“ für diesen Beruf und entschloss sich stattdessen zu einer Rennfahrerkarriere. Als Jugendlicher bewunderte er die Lotus-Fahrer Jim Clark und Jochen Rindt und reagierte bestürzt auf die tödlichen Unfälle seiner Idole. Pryce besuchte die Ysgol-Frongoch-Grundschule in Denbigh und anschließend eine weiterführende Schule. Er arbeitete kurzzeitig für North Wales Agricultural Engineers in St Asaph als Traktormechaniker, nachdem er auf Anraten seiner Mutter, die einen „Plan B“ im Falle eines Scheiterns als Rennfahrer wünschte, eine entsprechende Lehre am Llandrillo Technical College abgeschlossen hatte.
Während er in der Sportwelt unter dem Spitznamen Tom bekannt war, riefen ihn Freunde und Familie in Wales meist Mald nach seinem Zweitnamen Maldwyn.

### Persönliches
Tom Pryce galt zeitlebens als ruhige, heimatverbundene und trotz seiner Erfolge stets bescheiden gebliebene Persönlichkeit. Er hielt nicht viel vom „Formel-1-Zirkus“ und unterstützte stattdessen seine Mechaniker bei der Arbeit an den Fahrzeugen, was im Kontrast zum „Playboy-Image“ stand, das viele seiner Fahrerkollegen pflegten. Eine enge Freundschaft verband ihn mit seinem britischen Landsmann und Kontrahenten John Watson, der viele seiner Ansichten teilte und ihm ein „vielen seiner Mit-Fahrer weit überlegenes Talent“ bescheinigte. Als persönliches Vorbild nannte Pryce den dreifachen Weltmeister Jackie Stewart sowie 1975 seinen Fahrerkollegen Ronnie Peterson. Pryce fiel durch seine überdurchschnittliche Fahrzeugbeherrschung auf und galt zeitweise auf regennasser Strecke als einer der besten Rennfahrer der Welt.
Obwohl in späteren Jahren viele seiner Fahrerkollegen aufwendigere Helmdesigns trugen, blieb Tom Pryce auch hier bescheiden und minimalistisch. Zu Beginn seiner Karriere startete er mit einem rein weißen Helm, bis er 1970 auf Bitten seines Vaters, der ihn in einer Gruppe von Fahrern nur schwer identifizieren konnte, fünf schwarze Streifen auf der Helmvorderseite hinzufügte. 1974 kam noch die Flagge von Wales auf den Helmseiten hinzu. Diese Gestaltung blieb in den folgenden Jahren praktisch unverändert, vereinzelt erschien sein Helm aber auch mit an den Hauptsponsor des Teams angelehnten rot-orange-gelben Streifen anstelle der Flagge.
Pryce war seit 1975 mit Fenella „Nella“ Warwick-Smith verheiratet, die er 1973 in einer Disco kennengelernt hatte und die ihn oft an die Strecke begleitete. Das Paar blieb kinderlos.

## Karriere

### Anfänge mit Amateurrennen (bis 1970)

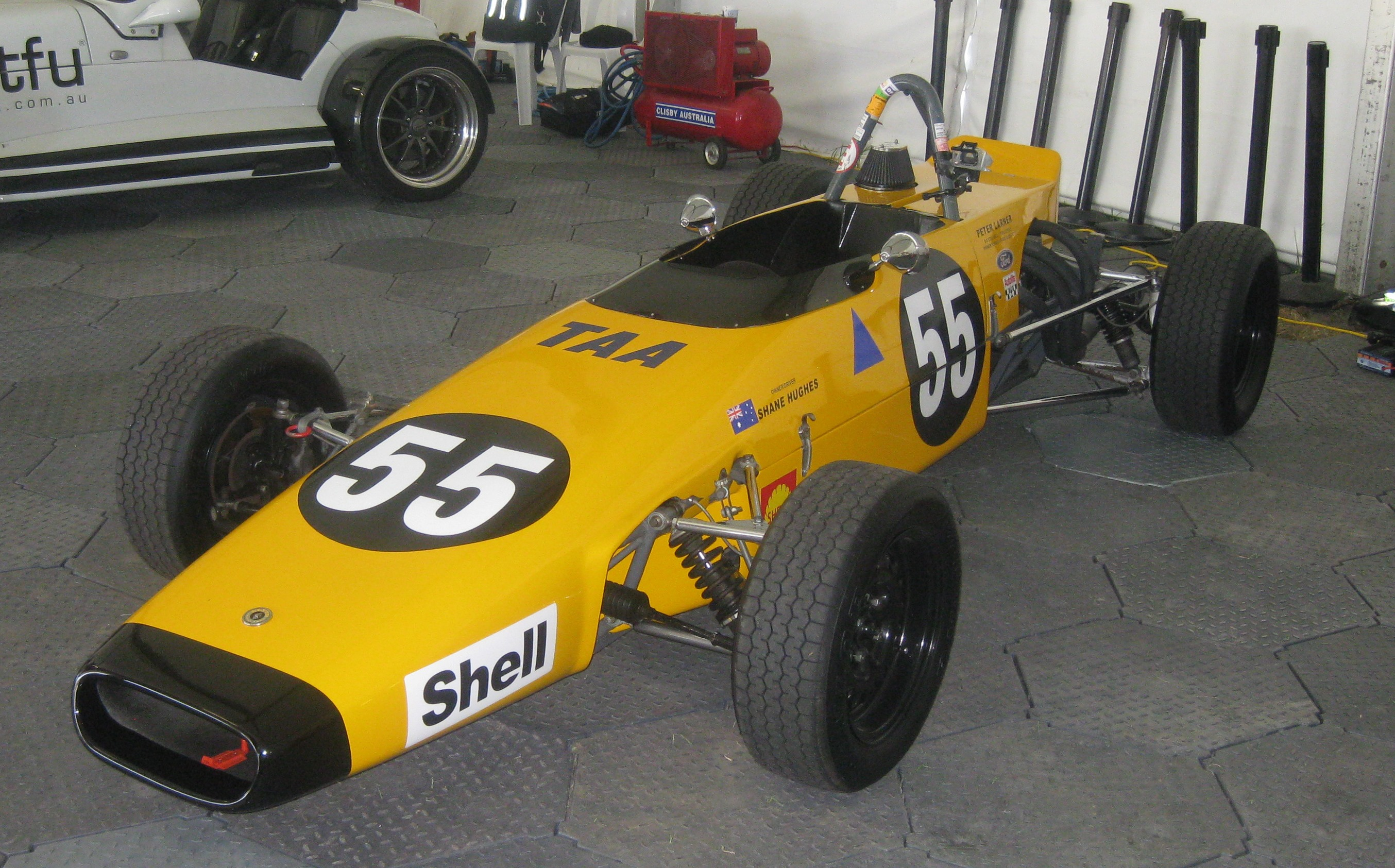
Formel-Ford-Fahrzeug der frühen 1970er-Jahre (Elfin 600FF)

Tom Pryce fuhr 1969 mit 20 Jahren im Mallory Park sein erstes Rennen. Sein Mentor zu dieser Zeit war Trevor Taylor, der zwischen 1961 und 1966 an insgesamt 27 Formel-1-Rennen teilgenommen hatte. Pryce startete im Frühjahr 1970 bei Rennen der Daily Express Crusader Championship, einer kostengünstigen Einsteigermeisterschaft im Formel-Rennsport für Amateurrennfahrer, die mit Lotus-51-Einheitsfahrzeugen im Reglement der Formel Ford abwechselnd auf den Rennkursen in Silverstone und Brands Hatch ausgetragen wurde. Der Titel war hart umkämpft und die Entscheidung zog sich bis zum letzten Rennen hin, das im Rahmenprogramm der BRDC International Trophy, einem jährlich ausgetragenen Formel-1-Rennen ohne Weltmeisterschaftsstatus, in Silverstone stattfand. Bei zunehmendem Regen ließ Pryce bereits früh seine Sicherheit auf nasser Strecke erkennen und gewann das Rennen und damit auch die Meisterschaft. Er erhielt den als Siegprämie ausgeschriebenen Lola T200 für die Formel Ford sowie vom Sponsor der Veranstaltung ein Jahr finanzielle Unterstützung zum Start seiner Karriere. Pryce zog daraufhin nach Dartford in die Nähe der Rennstrecke Brands Hatch, nahm dort weiter an Amateurrennen teil und besuchte die dortige Rennfahrerschule.
Der Besitz eines eigenen Rennwagens erleichterte Pryce die Teilnahme an vielen lokalen Veranstaltungen dieser Rennklasse sehr. Dort konnte er Erfahrung sammeln und auf sich aufmerksam machen. Anfang 1971 erkannte der Besitzer des britischen Sportwagenherstellers Royale Racing Cars, Bob King, das Talent des Nachwuchsfahrers und vermittelte Pryce in den nächsten zwei Jahren Cockpits bei Teams in verschiedenen Rennklassen. Dadurch trug er maßgeblich zu Pryce’ steilem Aufstieg aus den britischen Juniorklassen in den internationalen Motorsport bei.

### Aufstieg durch die Nachwuchsformeln (1971–1974)

#### 1971–1972: Mit Royale in die Formel 3

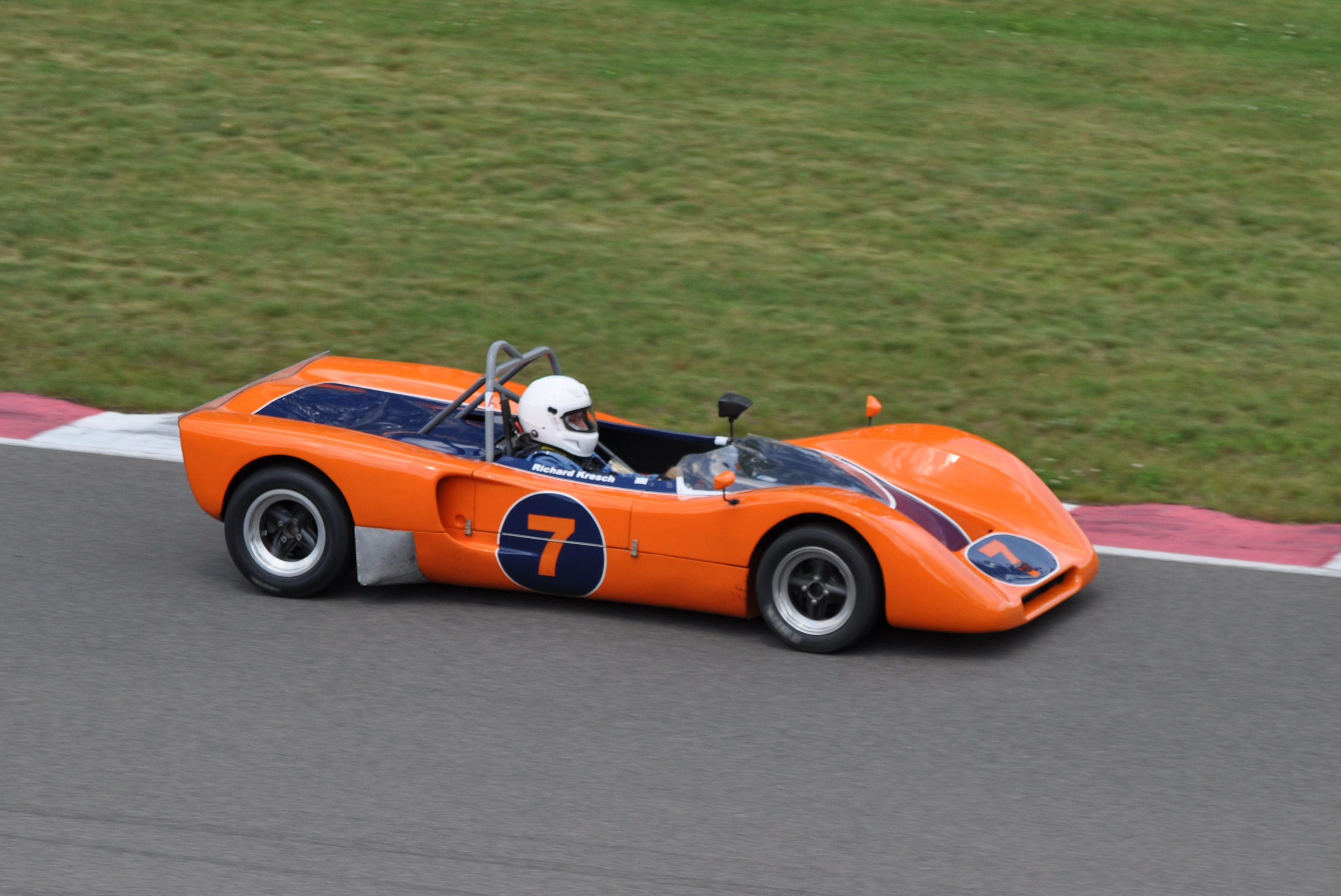
Ein Royale RP4, mit dem Pryce 1971 die Formel F100 gewann

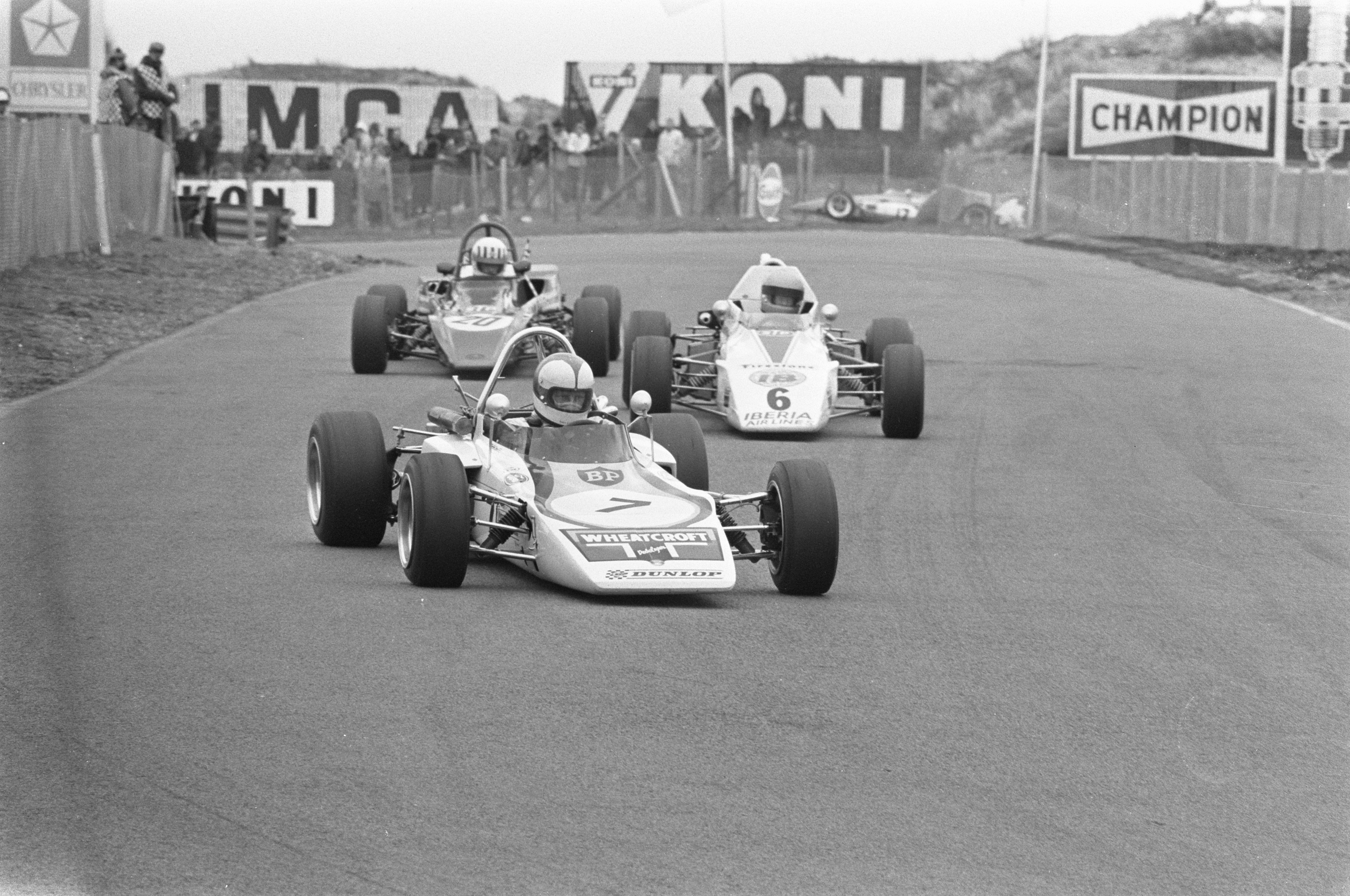
Pryce hinter Mike Walker und Roger Williamson in der Formel 3, Zandvoort, 1972

Pryce gewann 1971 mit einem Royale RP4 die Formel F100, eine zu Beginn der 1970er-Jahre in Großbritannien ausgetragene Juniorenmeisterschaft, deren Sportwagenrennen den Monopostos der Formel Ford gleichwertig waren und vergleichbare Leistungsmerkmale zeigten. Parallel dazu nahm er mit einem Royale RP9 an Rennen der britischen Formel Super V teil und gewann auch diese Meisterschaft. Das veranlasste Bob King, im Frühjahr 1972 mit seinem Royale-Team den Aufstieg in die Formel 2 zu planen. Manfred Schurti, der über zahlungskräftige Sponsoren aus seiner Heimat Liechtenstein verfügte und nach einem Team für die Teilnahme an der Formel-2-Europameisterschaft suchte, konnte für das Projekt als Fahrer und Hauptfinanzier gewonnen werden. King beabsichtigte, mit Schurti und Pryce als Fahrer in der zweiten Jahreshälfte 1972 in die Formel 2 einzusteigen.
Pryce wurde im März 1972 auf Kings Vermittlung von D.J. Bond Racing, die Royale-Chassis einsetzten, als Stammfahrer für die britische Formel-3-Meisterschaft engagiert. Pryce gewann das Rennen, das Teil der Rahmenveranstaltung für das Race of Champions in der Formel 1 war, so überlegen, dass die Konkurrenz ihn verdächtigte, mit einem untergewichtigen Auto gestartet zu sein. Die Vorwürfe erwiesen sich aber als nichtig, da sich herausstellte, dass eine falsch kalibrierte Waage für alle Fahrzeuge ein Untergewicht ausgewiesen hatte. Beim Formel-3-Lauf auf dem Circuit de Monaco wurde Pryce in einen schweren Unfall verwickelt: Während seiner Qualifikationsrunde hatte er Schwierigkeiten mit seinem Wagen und kam kurz vor der Casino-Kurve zum Stehen. Der schnell heranfahrende Peter Lamplough sah das Fahrzeug durch die sichtbehindernde Massenet-Kurve wenige Meter davor zu spät und kollidierte mit ihm. Tom Pryce war zwischenzeitlich ausgestiegen und wurde zusammen mit seinem Royale nach hinten durch ein Schaufenster geschleudert. Er zog sich dabei einen Beinbruch zu, trug aber keine bleibenden Verletzungen davon und konnte bald darauf wieder an Rennen teilnehmen. Zwischenzeitlich waren die Formel-2-Pläne von Bob King in eine Sackgasse geraten. Nachdem im Herbst 1972 nur ein Prototyp des als Royale RP20 bezeichneten Wagens hatte fertiggestellt werden können und es keine konkreten Fortschritte beim Aufbau der benötigten Team-Infrastruktur gegeben hatte, zeichnete sich das Scheitern des Projektes ab. Da Schurti begann, sich nach Alternativen umzusehen und Kings finanzielle Mittel zur Neige gingen, ließ er Pryce wieder in der kostengünstigeren Formel Super V starten.

#### 1973–1974: Erfolge in der Formel Atlantic und Formel-2-Fahrer für Rondel Racing, Harper und Baty
In der ersten Jahreshälfte 1973 bestritt Pryce für D.J. Bond Racing Rennen in der zwischen Formel 3 und Formel 2 angesiedelten Formel Atlantic und erzielte dort gute Ergebnisse. Das erregte die Aufmerksamkeit des Geschäftsmannes und ehemaligen Rennfahrers Chris Meek, der Pryce daraufhin finanziell unterstützte und ihm mit Sponsorengeldern seines Unternehmens Titan Properties zur Mitte der Saison ein Cockpit bei Rondel Motul Racing in der Formel-2-Europameisterschaft verschaffte. An diesem Projekt wirkten unter anderem der ehemalige Brabham-Ingenieur Neil Trundle sowie der spätere McLaren-Teamchef Ron Dennis mit. Pryce erzielte mit dem als Motul M1 bezeichneten Wagen trotz dessen schwieriger Fahreigenschaften – der M1 neigte zu starkem Übersteuern und litt unter vielen kleineren mechanischen Problemen und Unsauberkeiten – einige Achtungserfolge; unter anderem führte er das Rennen auf dem Norisring lange Zeit an, bis er mit nachlassenden Bremsen zurückfiel und hinter seinem Teamkollegen Tim Schenken Zweiter wurde. Pryce belegte mit elf Punkten am Saisonende den zehnten Rang in der Fahrermeisterschaft. Zudem erhielt er im Oktober 1973 den Grovewood Award. Mit diesem seit 1963 von einer Jury von Motorsportfunktionären vergebenen Preis wurden die vielversprechendsten Nachwuchs-Rennfahrertalente Großbritanniens gekürt. Pryce bekam zusätzlich zur Ehrung ein Fördergeld von 1.000 Pfund ausbezahlt.
Ende 1973 bereitete Ron Dennis ein Engagement seines Rondel-Teams mit Tim Schenken als Fahrer in der Formel-1-Saison 1974 vor. Für Tom Pryce war die Rolle des Ersatzfahrers vorgesehen. Da der Sponsor Motul das Projekt unerwartet zugunsten des bereits in der Formel 1 etablierten Rennstalls British Racing Motors verlassen hatte und sich aufgrund der Ölkrise 1973 kurz darauf auch der letzte verbliebene Sponsor Shell plc zurückzog, gab Dennis seine Pläne auf, verkaufte große Teile des Inventars und trat aus dem Team aus. Die Geschäftsleute Tony Vlassopulos und Ken Grob, schon vorher Anteilseigner, übernahmen das Team daraufhin vollständig und ließen den Formel-1-Rennwagen bis zum Frühjahr 1974 fertigstellen. Tom Pryce wurde Stammfahrer des nun als Token Racing bezeichneten Rennstalls, da Tim Schenken in der Zwischenzeit zu Trojan–Tauranac Racing gewechselt war.
Pryce setzte sein Formel-2-Engagement parallel zur Formel 1 noch bis Saisonende fort und fuhr Chevron-B27-Fahrzeuge für die Teams Harper und Baty. Das beste Ergebnis hierbei war ein dritter Platz auf dem Autodromo Internazionale del Mugello. Er belegte am Saisonende mit neun Punkten den neunten Platz der Fahrerwertung.

### Formel 1 (ab 1974)

#### 1974: Debüt und Trainingserfolg

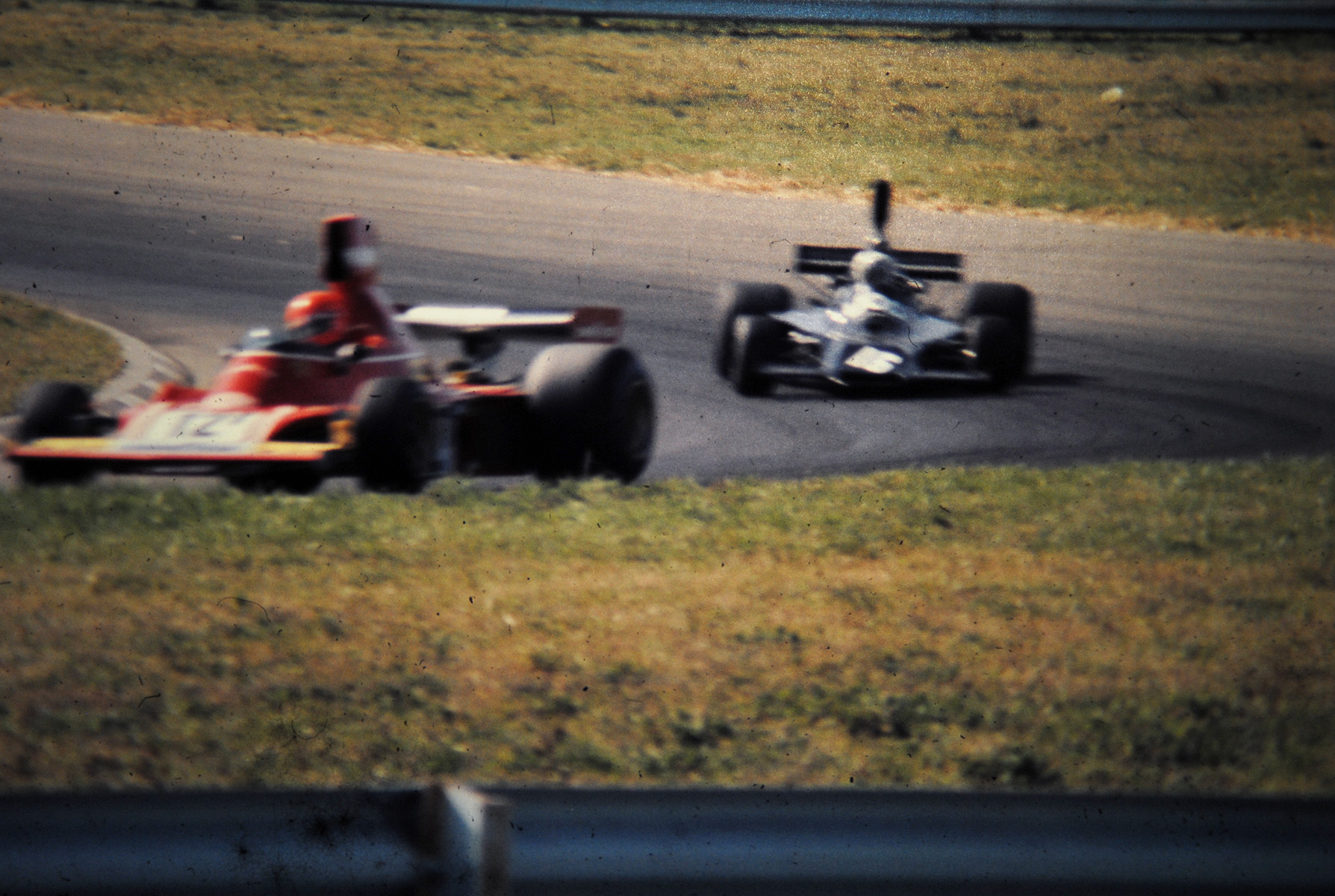
Pryce im Shadow DN3 hinter Niki Lauda im Ferrari 312B3 in Watkins Glen, 1974

Pryce wurde von Token Racing für die nach dem Reglement der Formel 1 ausgetragene BRDC International Trophy gemeldet, die im April 1974 auf dem Silverstone Circuit stattfand und nicht zur Formel-1-Weltmeisterschaft zählte. Das Debüt für Team und Fahrer geriet zum Desaster: Der Token RJ02 war nicht konkurrenzfähig und Pryce, der keinerlei Erfahrung mit dem Fahrzeug hatte, fuhr in der Qualifikation 26 Sekunden langsamer als der von der Pole-Position startende James Hunt im Hesketh. Da im Gegensatz zu den gewerteten Läufen der Meisterschaft keine festgelegte Maximalrundenzeit zur Teilnahme unterschritten werden musste, konnte Pryce trotzdem starten, fiel aber bereits in der 15. Runde mit Getriebeschaden aus. Trotz dieses Misserfolges reiste er mit Token auch zum folgenden Großen Preis von Belgien an. Bei seinem ersten gewerteten Rennen behauptete er sich besser; von Platz 20 nach der Qualifikation gestartet, musste aber das Rennen vorzeitig beenden, nachdem er mit Jody Scheckters Tyrrell kollidiert war. Beim Großen Preis von Monaco verwehrten die Veranstalter Pryce die Starterlaubnis, da sie ihn als „zu unerfahren“ betrachteten. Token-Besitzer Tony Vlassopulos ließ ihn daher für sein Team Ippokampos Racing anstelle von Buzz Buzaglo im vorausgehenden Formel-3-Rennen starten. Obwohl Pryce mit fast 21 Sekunden Vorsprung überlegen vor Tony Brise gewann, änderten die Veranstalter ihre Meinung nicht. Als Reaktion darauf trat das Team einige Zeit lang nicht zu Formel-1-Rennen an.
Trotz des nicht erfolgreichen Engagements bei Token hatten die Leistungen von Pryce gerade in den unteren Rennklassen Eindruck hinterlassen und mehrere Formel-1-Teams unterbreiteten Vertragsangebote. Graham Hill, John Surtees und Frank Williams sahen in ihm einen möglichen Kandidaten für ein Cockpit in ihren Teams. Shadow-Teamchef Alan Rees, wie Pryce Waliser, hatte Rennstallbesitzer Don Nichols überzeugt, Pryce für das nach dem tödlichen Unfall von Peter Revson und den nur kurzweiligen Engagements von Brian Redman und Bertil Roos wieder freigewordene zweite Cockpit anzuwerben. Außerdem erhielt Pryce von Hesketh Racing eine Einladung, zu vereinzelten Rennen mit einem Zweitwagen neben Stammfahrer James Hunt anzutreten. Letztlich entschied sich Pryce für Shadow und wurde dort Teamkollege von Jean-Pierre Jarier.
Mit dem konkurrenzfähigeren Shadow DN3 konnte Pryce zum ersten Mal um Punkte kämpfen. Er debütierte für das Team im Juni 1974 beim Großen Preis der Niederlande und qualifizierte sich für den elften Startplatz, nur 0,4 Sekunden hinter Jarier. Allerdings schied er im Rennen schon in der ersten Runde nach einem Zusammenstoß mit James Hunt im Hesketh aus. In Frankreich war Pryce in der Qualifikation eine halbe Sekunde schneller als sein Teamkollege und fuhr sensationell die drittschnellste Zeit, musste das Rennen aber wieder in der ersten Runde beenden, nachdem er unverschuldet in eine Kollision mit Carlos Reutemann und Hunt geraten und von der Strecke abgekommen war. Beim Heimrennen in Großbritannien fuhr Pryce im Training die schnellste Rennrunde und gewann damit einen vom Veranstaltungssponsor Evening News ausgesetzten Preis von 100 Flaschen Champagner. Seinen ersten und einzigen WM-Punkt der Saison erzielte Pryce in Deutschland. So beendete er seine Debütsaison bei Punktegleichstand mit Vittorio Brambilla und Graham Hill auf dem 18. Platz in der Fahrerwertung. Gegen seinen erfahreneren Teamkollegen, der Vierzehnter wurde, konnte er sich nicht durchsetzen.

#### 1975: Triumph im Regen

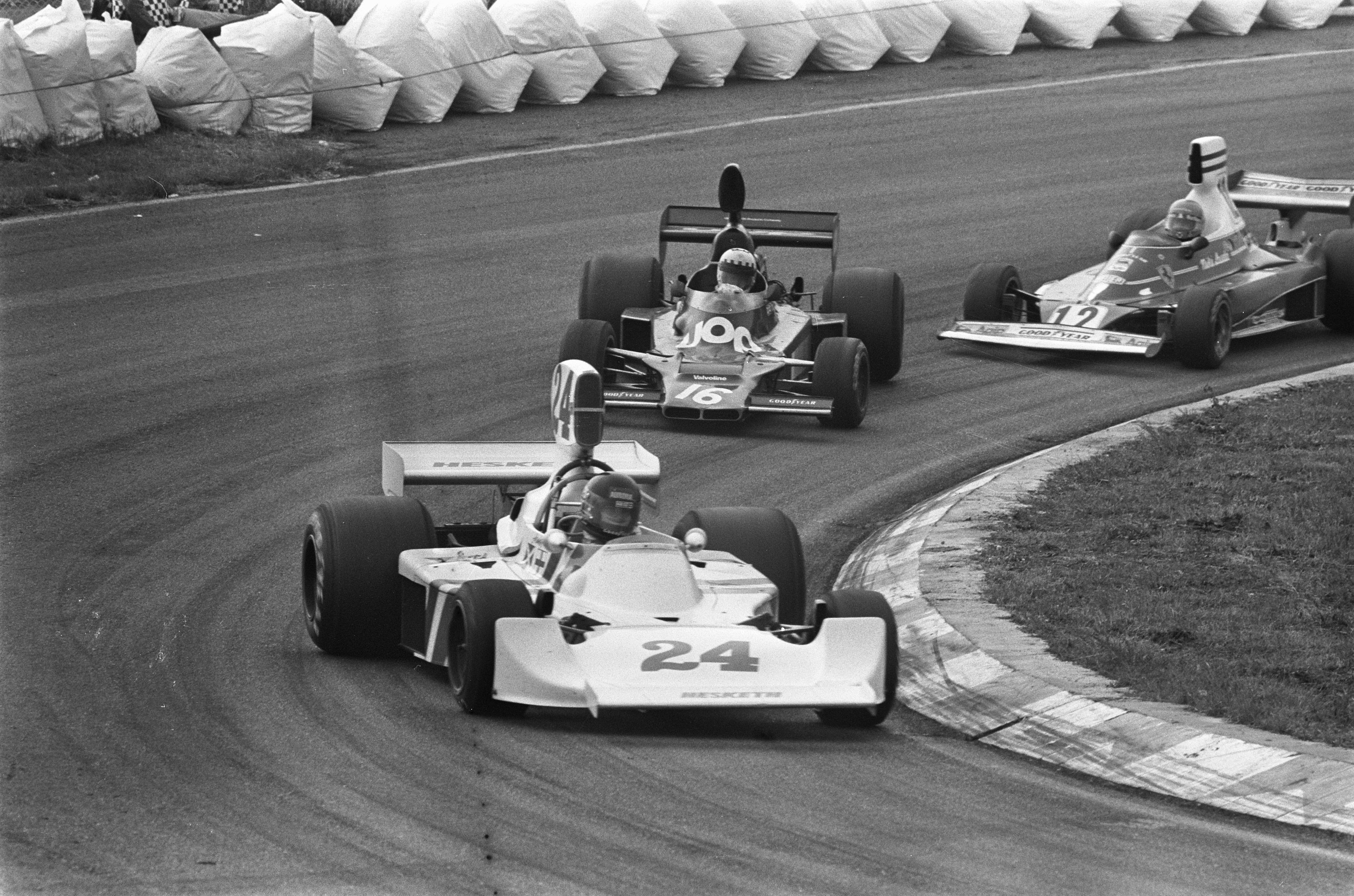
Pryce zwischen Hunt und Lauda, Zandvoort, 1975

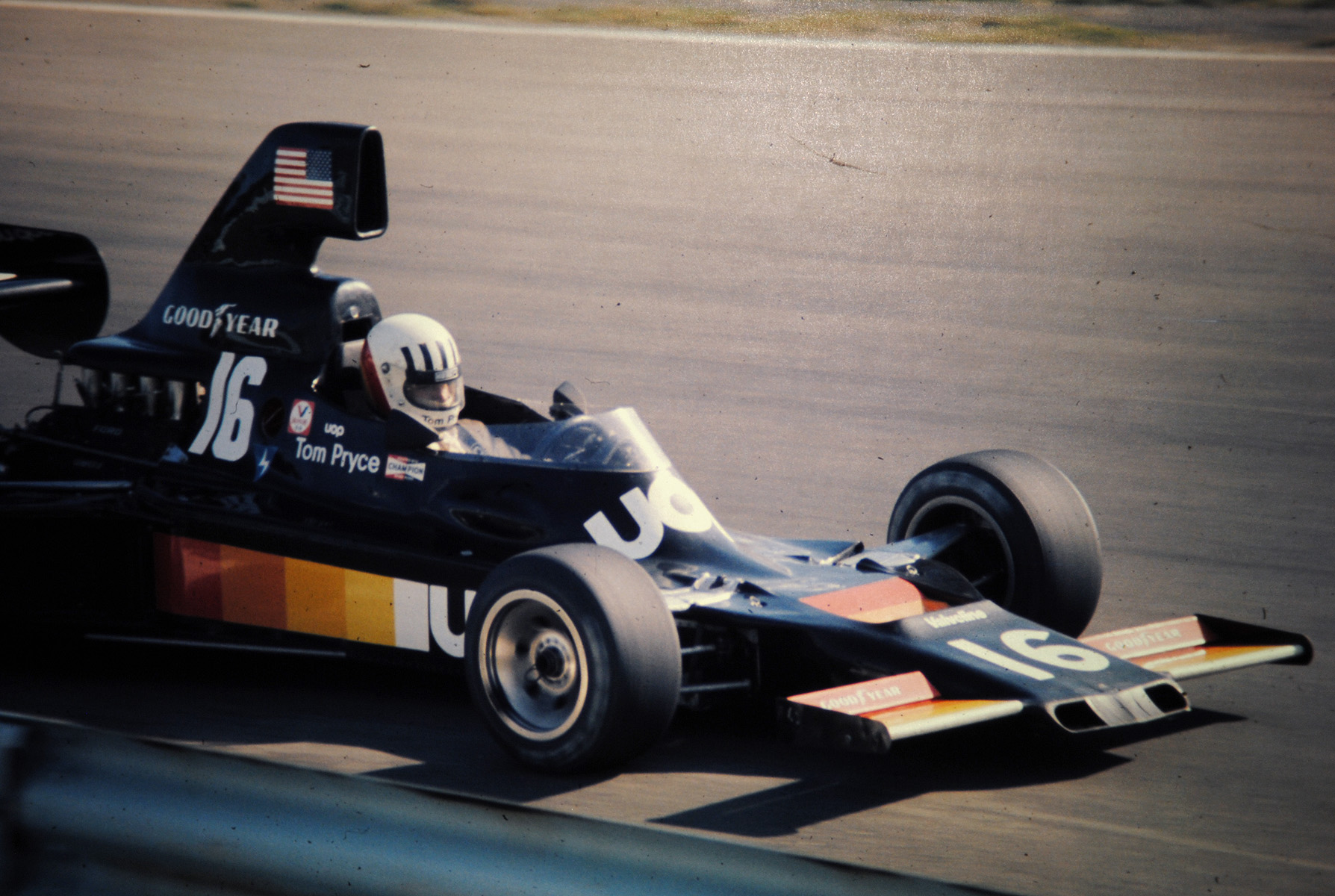
Pryce beim Großen Preis der USA in Watkins Glen, 1975

Zu Beginn der Formel-1-Saison 1975 schien sich eine große Chance für Pryce zu ergeben: Colin Chapman, Gründer und Besitzer des Team Lotus, hatte Pryce' steilen Aufstieg durch die Nachwuchsklassen in den Vorjahren aufmerksam verfolgt und befand sich seit Ende 1974 in einem Vertragsstreit mit Stammfahrer Ronnie Peterson, dessen Gehalt aufgrund der schwierigen wirtschaftlichen Lage im Team gekürzt werden sollte. Shadow um Teamchef Alan Rees sah die Chance gekommen, sich die Dienste eines etablierten Spitzenfahrers mit Erfahrung und Beliebtheit bei den Sponsoren zu sichern, und umwarb Peterson rege um einen Wechsel. Pryce hätte in diesem Fall für Lotus zur Verfügung gestanden und bei deutlich niedrigeren Gehaltskosten als Protegé Chapmans zum Weltmeister aufgebaut werden können. Letztendlich fand der Fahrertausch aber trotz guter Vorzeichen nicht statt, da Peterson und Chapman wenige Stunden vor Beginn des ersten Saisonrennens, dem Großen Preis von Brasilien, doch noch zu einer Einigung kamen. Peterson hatte bereits in einem Shadow-Fahrzeug probegesessen und Lotus hatte begonnen, Petersons Wagen für Tom Pryce herzurichten.
Die ersten drei Saisonrennen bestritt Pryce noch mit dem DN3 des Vorjahres, danach stieg er auf den neuen Shadow DN5 um. Der Wagen war schnell, aber defektanfällig, was sowohl Pryce als auch Jarier, der bei den beiden Eröffnungsrennen in Argentinien und Brasilien zweimal in Führung liegend aufgeben musste, häufig gute Ergebnisse zunichtemachte. Um die Zeit bis zum Europaauftakt zu überbrücken, fand im März 1975 das Race of Champions in Brands Hatch statt, an dem ein Großteil des Fahrerfeldes teilnahm. Das Rennen zählte nicht zur Weltmeisterschaft. Bei nasskaltem Wetter fuhr Pryce überlegen auf die Pole Position und gewann das Rennen mit einer halben Minute Vorsprung vor John Watson. Er hält damit den Rekord, der erste Waliser zu sein, der bei einem Rennen mit Formel-1-Fahrzeugen siegte.
Im weiteren Saisonverlauf zeigte Pryce immer wieder gute Leistungen. In Monaco qualifizierte er sich auf nasser Strecke für den zweiten Startplatz hinter Niki Lauda, fiel aber nach einer Kollision mit Vittorio Brambilla aus. Beim Großen Preis von Großbritannien in Silverstone startete Pryce von der Pole Position und hatte sich nach einem schlechten Start zwischenzeitlich wieder auf den ersten Platz vorgearbeitet, als unerwartet einsetzender Regen den Asphalt plötzlich rutschig machte und er durch Unfall ausschied. Den Großen Preis von Deutschland auf der Nordschleife des Nürburgrings beendete Pryce auf dem vierten Platz, nachdem auf zweiter Position liegend durch einen undichten Tankverschluss Benzin ins Cockpit ausgelaufen war. Er öffnete deswegen während der Fahrt seine Gurte, um sich bei jeder Gelegenheit so weit wie möglich aus dem Cockpit zu heben. Da das Benzin bei jeder der vielen Bodenwellen der Nordschleife hochschwappte, musste Pryce sein Renntempo deutlich verringern. So blieb der dritte Rang beim Großen Preis von Österreich sein bestes Saisonergebnis. Insgesamt beendete Pryce die Weltmeisterschaft 1975 mit acht Punkten auf dem zehnten Platz der Fahrerwertung und lag damit deutlich vor seinem Teamkollegen Jarier, der nur 1,5 Punkte erzielt hatte.
Im September 1975 fuhr Pryce einmalig ein Rennen in der SCCA/USAC Formula 5000 Championship, die als nordamerikanische Variante der Formel 1 galt. Er wurde von seinem Team mit einem Shadow DN6 für das Rennen auf dem Long Beach Grand Prix Circuit gemeldet und fuhr lange um den Sieg mit, bis er mit technischen Problemen an seinem Fahrzeug aus dem Rennen ausschied. Weiter nahm er im Dezember gleichen Jahres an der Tour of Epynt, einer Rallye in Wales, teil. Pryce hatte keinerlei Rallye-Erfahrung und startete mit dem späteren Formel-1-Funktionär David Richards als Beifahrer mit einem geliehenen Lancia Stratos HF. Das Duo verunfallte aber schon während der ersten Etappe, als Pryce mit dem Wagen von der Straße abkam, eine Mauer durchbrach und beinahe in einen Fluss stürzte. Richards verletzte sich dabei am Knie und musste im Krankenhaus behandelt werden. Trotzdem starteten Pryce und Richards später noch einmal zu einer Etappe und wurden dafür von den einheimischen Fans gefeiert.

#### 1976: Mehr Punkte im schwächeren Wagen

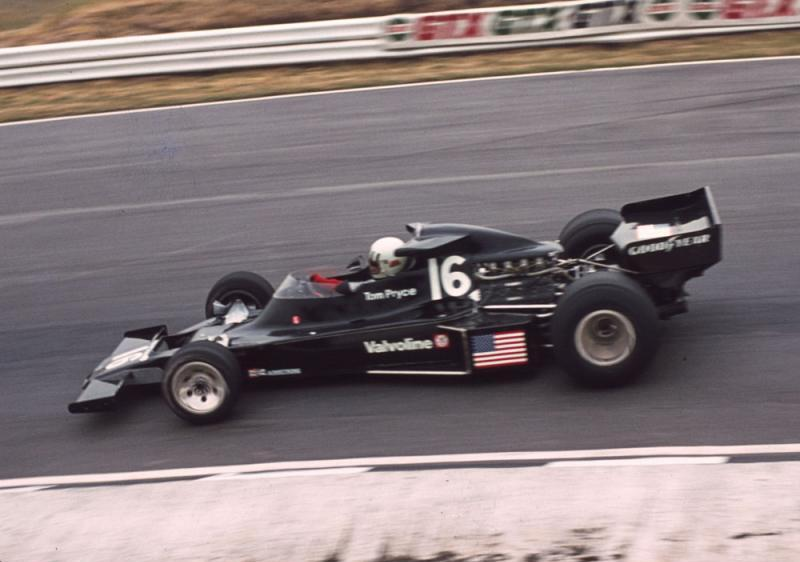
Pryce im DN5B in Brands Hatch, 1976

Tom Pryce begann die Formel-1-Saison 1976 mit dem Shadow DN5B. Beim Großen Preis von Brasilien holte Pryce als Dritter die zweite und letzte Podestplatzierung seiner Karriere. Beim folgenden Rennen in Südafrika verfehlte er als Siebter die Punkteränge nur knapp, während er in Long Beach an dritter Stelle liegend wegen eines Defekts aufgeben musste. Zum Europaauftakt der Saison fielen seine Leistungen ab. Die Konkurrenz war im Gegensatz zu Shadow zu den Überseerennen auf dem amerikanischen Doppelkontinent wegen der langen Transportzeiten und der frühen Austragungstermine im Januar und Februar häufig mit Vorjahresfahrzeugen angetreten und brachte dann im Frühling zu den Rennen auf dem heimischen Kontinent verbesserte bzw. Neufahrzeuge an den Start. Für Shadow war das nicht möglich, da sich die Fertigstellung des neuen Shadow DN8 bis in den Spätsommer hinzog. Der Weggang des Chefdesigners Tony Southgate zum Team Lotus sowie die Trennung vom Hauptgeldgeber UOP zum Saisonbeginn wirkten sich sehr negativ auf die weitere Fahrzeugentwicklung während der Saison aus. Pryce punktete mit dem DN5B nur noch einmal beim Großen Preis von Großbritannien. Ab dem Rennen in den Niederlanden stand für Pryce ein DN8 zur Verfügung. Der neue Wagen war aber nicht so konkurrenzfähig wie erhofft. Beim Debüt des neuen Wagens holte Pryce als Vierter drei WM-Punkte. Weitere Erfolge gelangen ihm nicht. Der Grand Prix von Japan, das Saisonfinale 1976, war durch Starkregen, bei dem an einen regulären Rennbetrieb kaum mehr zu denken war, beeinflusst. Pryce arbeitete sich im Rennverlauf bis auf den zweiten Rang vor, verlor die sicher scheinende Podiumsplatzierung aber durch einen technischen Defekt.
Trotz des im Vergleich zum Vorjahr schwächeren Fahrzeugs erzielte Pryce 1976 mit zehn Punkten zwei Zähler mehr als 1975, belegte damit aber nur den zwölften Platz der Fahrerwertung. Sein Teamkollege Jarier blieb punktelos. Shadow-Teamchef Trevor Foster äußerte, dass Colin Chapman Mitte 1976 erneut versucht habe, Pryce von einem Teamwechsel zu überzeugen.

#### 1977: Die letzten Grands Prix

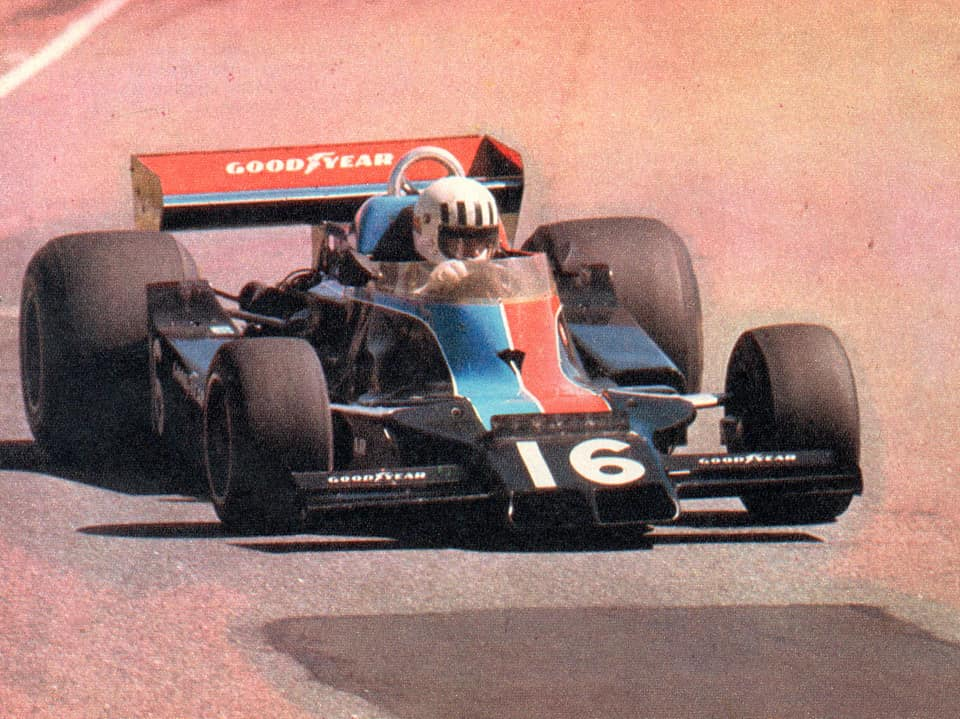
Pryce im DN8 in Argentinien, 1977

Anfang des Jahres 1977 war Tom Pryce nach 1975 und 1976 zum dritten Mal der Wunschkandidat von Colin Chapman für das zweite Lotus-Cockpit – er wollte ihn nun anstelle des Schweden Gunnar Nilsson verpflichten. Der Wechsel kam aber wieder nicht zustande und scheiterte unter anderem an der Loyalität von Pryce zu Shadow. Zum Jahresende plante Chapman einen vierten Versuch, Pryce anzuwerben, da dessen Vertrag mit seinem Team nur bis zum Saisonende 1977 lief. Pryce wäre bei einem Wechsel zu Lotus in der Formel-1-Saison 1978 Teamkollege von Mario Andretti geworden und hätte mit den Lotus 78 bzw. Lotus 79 über die schnellsten Fahrzeuge im Feld verfügt, was einer realistischen Chance auf den Meistertitel gleichgekommen wäre.
Für die Formel-1-Saison 1977 bekam Pryce bei Shadow mit Renzo Zorzi einen neuen Teamkollegen, nachdem Jean-Pierre Jarier das Team zum Saisonende 1976 frustriert verlassen hatte. Pryce qualifizierte sich für die Saisoneröffnung in Argentinien als Neunter, während Zorzi vom letzten Platz startete. Das Rennen auf dem Autódromo Juan y Oscar Alfredo Gálvez mussten beide Fahrer vorzeitig beenden. Beim folgenden Rennen in Brasilien zwang ein technischer Defekt den auf dem zweiten Rang liegenden Pryce zur Aufgabe. Beim dritten Saisonlauf, dem Großen Preis von Südafrika 1977, verunglückte Tom Pryce tödlich. Zuvor hatte er im Training bei nasskaltem Wetter noch die Tagesbestzeit aufgestellt. Da er bis zu diesem Zeitpunkt kein Rennen innerhalb der Wertung beendet hatte, wurde er in der Fahrer-Weltmeisterschaft nicht mehr klassifiziert. Sein Nachfolger bei Shadow wurde der Australier Alan Jones.

## Unfall und Tod

Unfallstellen auf dem Kyalami Grand Prix Circuit

Die vielversprechende Karriere des beliebten und als späterer Weltmeister angesehenen Tom Pryce nahm am 5. März 1977 beim Großen Preis von Südafrika auf dem Kyalami Grand Prix Circuit ein tragisches Ende: Pryce befand sich in seinem Shadow DN8 in Runde 21 auf dem 13. Platz im direkten Duell mit Hans-Joachim Stuck, als er tödlich verunglückte. Grund war das leichtsinnige Verhalten zweier Streckenposten, die die Start-Ziel-Gerade kurz hinter dem Streckenabschnitt The Kink rennend zu überqueren versuchten. Pryce’ Teamkollege Renzo Zorzi hatte seinen DN8 wegen einer Motorstörung am linken Streckenrand abstellen müssen und war dabei, sein Fahrzeug zu verlassen, als sich kleine Mengen Kraftstoff, die durch einen Defekt an der Benzinleitung ausgetreten waren, am noch heißen Motor entzündeten. Dadurch kamen immer wieder Flammen unter der Motorabdeckung hervor. Als Zorzi sie bemerkte, geriet er in Panik, da es ihm zunächst nicht gelang, den Luftschlauch von seinem Helm zu lösen, um sich vom Fahrzeug zu entfernen. Die zwei Streckenposten, darunter der 19-jährige Fredrik Jansen van Vuuren, standen auf der gegenüberliegenden Seite an der Boxenmauer und wollten eingreifen. Ohne Erlaubnis ihres Vorgesetzten betraten sie die Rennstrecke. Beide trugen jeweils einen ca. 18 kg schweren Feuerlöscher. Während sein Kollege bereits die Strecke überquert hatte, befand sich van Vuuren etwa in der Mitte der Fahrbahn, als sich Stuck, Pryce sowie weitere Fahrer mit hoher Geschwindigkeit näherten.

“There was no time to think, I just reacted on pure instinct. I lifted off and made a big move to the right and […] missed the guy by this much. Tom was running right in my slipstream and he had no chance.”

„Es gab keine Zeit nachzudenken, ich reagierte rein nach meinem Instinkt. Ich ging vom Gas, zog nach rechts und […] habe den Mann nur knapp verfehlt. Tom fuhr direkt in meinem Windschatten und hatte keine Chance.“

Da die Boxengasse und der Start-Ziel-Bereich auf einer Kuppe lagen, konnten die Fahrer während der Auffahrt die Streckenposten auf der Geraden und diese wiederum die Fahrer bis wenige Sekunden vor dem Unfall nicht sehen. Pryce befand sich direkt hinter Stuck, was seine Sicht nach vorn zusätzlich einschränkte. Als Stuck über den Kamm fuhr und die Streckenposten erblickte, zog er nach rechts und verfehlte van Vuuren nur um Zentimeter. Pryce aber hatte keine Chance mehr auszuweichen und erfasste Van Vuuren mit etwa 280 km/h – der Streckenposten wurde durch die Luft geschleudert und war nach dem Aufprall auf dem Asphalt auf der Stelle tot. Sein Feuerlöscher traf Pryce und riss ihm den Helm vom Kopf. Pryce erlitt dadurch schwerste Kopfverletzungen und starb vermutlich Sekundenbruchteile nach dem Unfall. Sein Wagen fuhr nun steuerlos weiter die Start-Ziel-Gerade entlang, touchierte auf der rechten Seite eine Leitplanke und kollidierte schließlich in der ersten Kurve (Crowthorne) mit dem Ligier von Jacques Laffite. Die beiden Fahrzeuge kamen im angrenzenden Kiesbett zum Stehen, Laffite blieb unverletzt.

## Nachwirkung und Würdigung

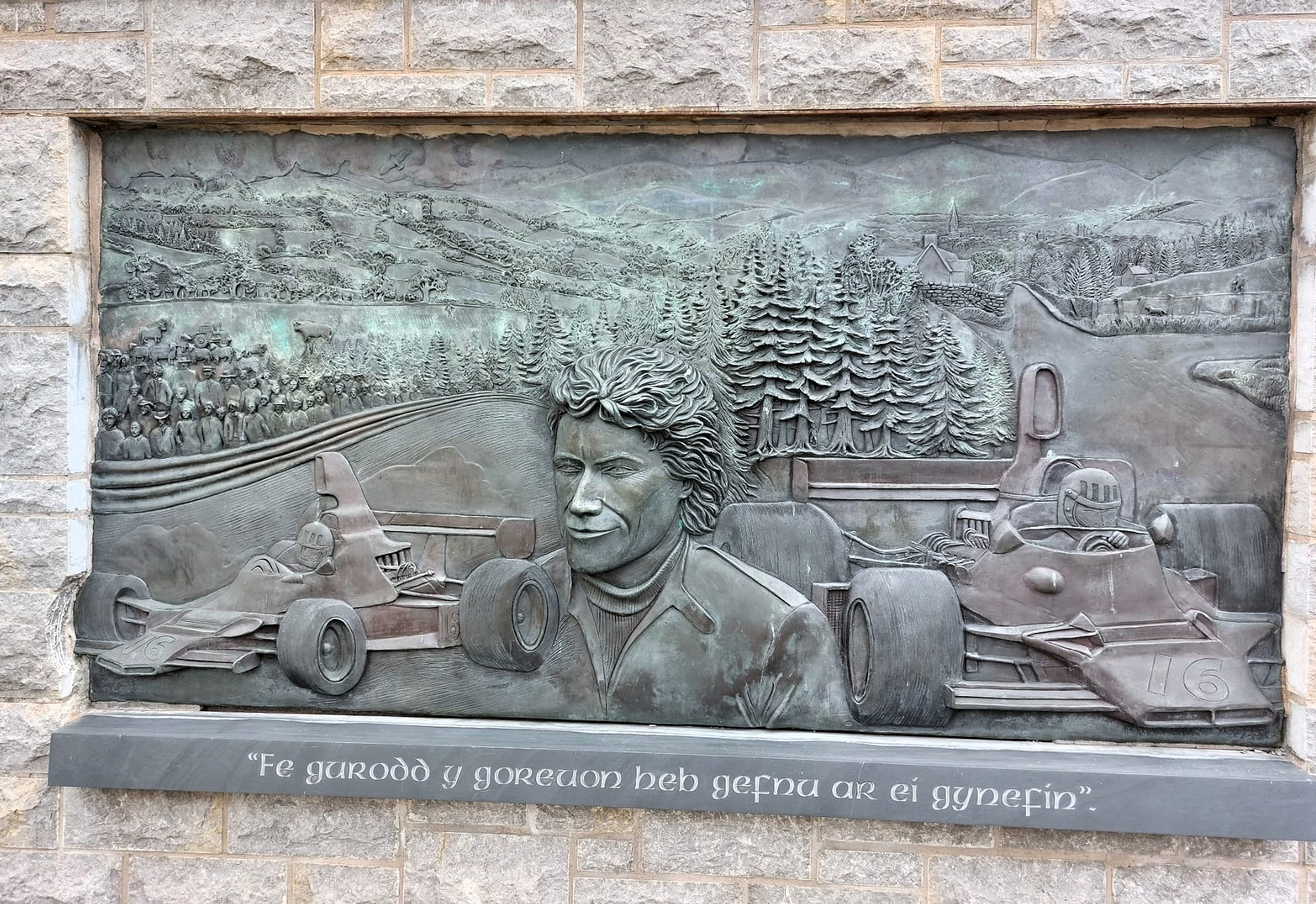
Tom Pryce Memorial in Ruthin

Tom Pryce gilt neben Roger Williamson und Tony Brise als Teil der „verlorenen Generation“ britischer Nachwuchs-Rennfahrer, denen großes Talent nachgesagt wurde und die noch am Anfang ihrer Karrieren stehend ihr Leben verloren. Neben dem gesamten Formel-1-Umfeld wurde Pryce’ Tod insbesondere in seiner Heimat Wales mit großer Bestürzung aufgenommen. Die Familie des ebenfalls beim Unfall umgekommenen Streckenpostens Fredrik Jansen van Vuuren zog gegen den Rennveranstalter erfolgreich vor Gericht, da Van Vuuren nicht ausreichend geschult worden sei und widersprüchliche Instruktionen erhalten habe, die zum Unglück führten. Außerdem wurden neue Sicherheitsrichtlinien verabschiedet, um zu verhindern, dass Streckenposten an nicht einsehbaren Stellen die Rennstrecke überqueren. Pryce wurde auf dem Kirchenfriedhof der St Bartholomews Church in Otford nahe Sevenoaks in der Grafschaft Kent in England bestattet.
Eine lange Gerade auf der 2007 neu erbauten Motorsportrennstrecke Anglesey Circuit auf der gleichnamigen Insel im Norden von Wales wurde nach Tom Pryce benannt. Dort fand im Juli 2019 auch eine ihm gewidmete Veranstaltung mit historischen Fahrzeugen statt. Die Organisation Welsh Motoring Writers verleiht zudem jährlich die Tom Pryce Memorial Trophy an Personen oder Institutionen, die sich außerordentlich im Bereich Transport für Wales engagiert haben.
Am 11. Juni 2009, an dem Pryce 60 Jahre alt geworden wäre, wurde in seiner Geburtsstadt Ruthin ihm zu Ehren unter Mitwirkung des einflussreichen Motorsportfunktionärs David Richards ein Denkmal enthüllt. An der Zeremonie nahmen unter anderem Pryce’ Mutter Gwyneth und seine Witwe Nella Pryce teil. Im Jahr 2019 fand an Pryce’ ehemaliger Grundschule eine Informationsveranstaltung statt, bei der ein ehemals von Pryce gefahrenes Formel-Ford-Fahrzeug ausgestellt wurde.
Ein Team von Wissenschaftlern der University of Sheffield und University of Bristol stellte 2016 anhand mathematischer Faktoren eine Liste der fahrzeugunabhängig besten Formel-1-Fahrer aller Zeiten auf. Darin belegte Tom Pryce den 28. Platz noch vor den Weltmeistern seiner Zeit wie Niki Lauda, James Hunt und Mario Andretti.

## Statistik

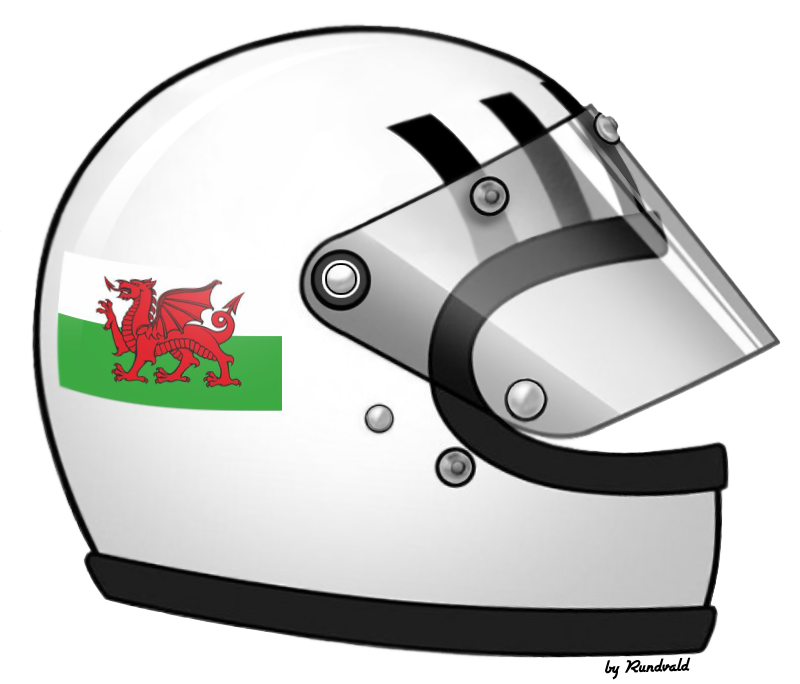
Helmdesign von Tom Pryce

### Statistik in der Automobil-Weltmeisterschaft
Die folgende Statistik umfasst alle Teilnahmen des Fahrers an der Automobil-Weltmeisterschaft, die heutzutage als Formel-1-Weltmeisterschaft bezeichnet wird.

#### Gesamtübersicht
| Saison | Team                          | Chassis     | Motor                    | Rennen | Siege | Zweiter | Dritter | Poles | schn. Rennrunden | Punkte | WM-Pos. |
| ------ | ----------------------------- | ----------- | ------------------------ | ------ | ----- | ------- | ------- | ----- | ---------------- | ------ | ------- |
| 1974   | Titan Properties Token Racing | Token RJ02  | Ford-Cosworth DFV 3.0 V8 | 1      | −     | −       | −       | −     | −                | 1      | 18.     |
| 1974   | UOP Shadow Racing Team        | Shadow DN3  | Ford-Cosworth DFV 3.0 V8 | 8      | −     | −       | −       | −     | −                | 1      | 18.     |
| 1975   | UOP Shadow Racing Team        | Shadow DN3  | Ford-Cosworth DFV 3.0 V8 | 2      | −     | −       | −       | −     | −                | 8      | 10.     |
| 1975   | UOP Shadow Racing Team        | Shadow DN5  | Ford-Cosworth DFV 3.0 V8 | 12     | −     | −       | 1       | 1     | −                | 8      | 10.     |
| 1976   | Shadow Racing Team            | Shadow DN5B | Ford-Cosworth DFV 3.0 V8 | 11     | −     | −       | 1       | −     | −                | 10     | 12.     |
| 1976   | Shadow Racing Team            | Shadow DN8  | Ford-Cosworth DFV 3.0 V8 | 5      | −     | −       | −       | −     | −                | 10     | 12.     |
| 1977   | Shadow Racing Team            | Shadow DN5B | Ford-Cosworth DFV 3.0 V8 | 1      | −     | −       | −       | −     | −                | 0      | NC      |
| 1977   | Shadow Racing Team            | Shadow DN8  | Ford-Cosworth DFV 3.0 V8 | 2      | −     | −       | −       | −     | −                | 0      | NC      |
| Gesamt | Gesamt                        | Gesamt      | Gesamt                   | 42     | −     | −       | 2       | 1     | −                | 19     |         |

#### Einzelergebnisse
| Saison | 1   | 2   | 3   | 4   | 5 | 6   | 7   | 8   | 9   | 10  | 11  | 12 | 13  | 14  | 15  | 16 | 17 |
| ------ | --- | --- | --- | --- | - | --- | --- | --- | --- | --- | --- | -- | --- | --- | --- | -- | -- |
| 1974   |     |     |     |     |   |     |     |     |     |     |     |    |     |     |     |    |    |
|        |     |     |     | DNF |   |     | DNF | DNF | 8   | 6   | DNF | 10 | DNF | NC  |     |    |    |
| 1975   |     |     |     |     |   |     |     |     |     |     |     |    |     |     |     |    |    |
| 12*    | DNF | 9   | DNF | DNF | 6 | DNF | 6   | DNF | DNF | 4   | 3   | 6  | NC  |     |     |    |    |
| 1976   |     |     |     |     |   |     |     |     |     |     |     |    |     |     |     |    |    |
| 3      | 7   | DNF | 8   | 10  | 7 | 9   | 8   | 4   | 8   | DNF | 4   | 8  | 11  | DNF | DNF |    |    |
| 1977   |     |     |     |     |   |     |     |     |     |     |     |    |     |     |     |    |    |
| NC     | DNF | DNF |     |     |   |     |     |     |     |     |     |    |     |     |     |    |    |

| Legende  | Legende            | Legende                                                          |
| Farbe    | Abkürzung          | Bedeutung                                                        |
| -------- | ------------------ | ---------------------------------------------------------------- |
| Gold     | –                  | Sieg                                                             |
| Silber   | –                  | 2. Platz                                                         |
| Bronze   | –                  | 3. Platz                                                         |
| Grün     | –                  | Platzierung in den Punkten                                       |
| Blau     | –                  | Klassifiziert außerhalb der Punkteränge                          |
| Violett  | DNF                | Rennen nicht beendet (did not finish)                            |
| Violett  | NC                 | nicht klassifiziert (not classified)                             |
| Rot      | DNQ                | nicht qualifiziert (did not qualify)                             |
| Rot      | DNPQ               | in Vorqualifikation gescheitert (did not pre-qualify)            |
| Schwarz  | DSQ                | disqualifiziert (disqualified)                                   |
| Weiß     | DNS                | nicht am Start (did not start)                                   |
| Weiß     | WD                 | zurückgezogen (withdrawn)                                        |
| Hellblau | PO                 | nur am Training teilgenommen (practiced only)                    |
| Hellblau | TD                 | Freitags-Testfahrer (test driver)                                |
| ohne     | DNP                | nicht am Training teilgenommen (did not practice)                |
| ohne     | INJ                | verletzt oder krank (injured)                                    |
| ohne     | EX                 | ausgeschlossen (excluded)                                        |
| ohne     | DNA                | nicht erschienen (did not arrive)                                |
| ohne     | C                  | Rennen abgesagt (cancelled)                                      |
| ohne     | keine WM-Teilnahme |                                                                  |
| sonstige | P/fett             | Pole-Position                                                    |
| sonstige | 1/2/3/4/5/6/7/8    | Punktplatzierung im Sprint-/Qualifikationsrennen                 |
| sonstige | SR/kursiv          | Schnellste Rennrunde                                             |
| sonstige | *                  | nicht im Ziel, aufgrund der zurückgelegten Distanz aber gewertet |
| sonstige | ()                 | Streichresultate                                                 |
| sonstige | unterstrichen      | Führender in der Gesamtwertung                                   |

### Einzelergebnisse bei Formel-1-Rennen ohne Weltmeisterschaftsstatus
Diese Statistik umfasst alle Teilnahmen des Fahrers an Formel-1-Rennen ohne Weltmeisterschaftsstatus.
| Saison | 1   | 2   | 3   |
| ------ | --- | --- | --- |
| 1974   | PRE | ROC | INT |
| 1974   |     | DNF |     |
| 1975   | ROC | INT | SUI |
| 1975   | 1   | 9   | 7   |
| 1976   | ROC | INT |     |
| 1976   | 6   | 4   |     |

### Einzelergebnisse in der Sportwagen-Weltmeisterschaft
| Saison | Team                           | Rennwagen   | 1   | 2   | 3   | 4   | 5   | 6   | 7   | 8   | 9   | 10  |
| ------ | ------------------------------ | ----------- | --- | --- | --- | --- | --- | --- | --- | --- | --- | --- |
| 1973   | Hans Baumhardt                 | Royale RP17 | DAY | VAL | DIJ | MON | SPA | TAR | NÜR | LEM | ZEL | WAT |
| 1973   | Hans Baumhardt                 | Royale RP17 |     |     |     | DNF |     |     |     |     |     |     |
| 1975   | GELO-Racing-Team Georg Loos KG | Gulf GR7    | DAY | MUG | DIJ | MON | SPA | PER | NÜR | ZEL | WAT |     |
| 1975   | GELO-Racing-Team Georg Loos KG | Gulf GR7    |     |     |     | DNF |     |     |     |     |     |     |